# Halowe Mistrzostwa Polski Seniorów w Lekkoatletyce 1982
23. Halowe Mistrzostwa Polski Seniorów w Lekkoatletyce – zawody sportowe, które rozegrano 20 i 21 lutego 1982 w Zabrzu w hali Górnika.
Mistrzostwa w skoku o tyczce zostały rozegrane 18 lutego w Warszawie, w hali AWF, a w wielobojach 27 i 28 lutego, także w hali warszawskiej AWF. Wyniki w tych konkurencjach podane są łącznie z innymi w tabeli poniżej.

## Rezultaty

### Mężczyźni
| Konkurencja:              | 1. miejsce                             | Rezultat  | 2. miejsce                            | Rezultat  | 3. miejsce                                                      | Rezultat  |
| Bieg na 60 m              | Marian Woronin Legia Warszawa          | 6,62      | Krzysztof Zwoliński Victoria Racibórz | 6,79      | Arkadiusz Janiak Calisia Kalisz Zenon Licznerski Legia Warszawa | 6,80      |
| Bieg na 200 m             | Zenon Licznerski Legia Warszawa        | 21,52     | Czesław Prądzyński Bałtyk Gdynia      | 21,74     | Bogusław Szpiech Victoria Racibórz                              | 22,04     |
| Bieg na 400 m             | Ryszard Podlas Śląsk Wrocław           | 48,10     | Ryszard Wichrowski Flota Gdynia       | 48,44     | Leszek Serwiak Śląsk Wrocław                                    | 49,18     |
| Bieg na 800 m             | Wiesław Wojciechowski Górnik Wałbrzych | 1:54,18   | Zbigniew Kozłowski Gwardia Olsztyn    | 1:54,33   | Marek Koza Górnik Wałbrzych                                     | 1:54,39   |
| Bieg na 1500 m            | Mirosław Żerkowski ROW Rybnik          | 3:44,54   | Dariusz Janczewski Śląsk Wrocław      | 3:46,40   | Bogusław Psujek Oleśniczanka                                    | 3:48,37   |
| Bieg na 3000 m            | Bogusław Psujek Oleśniczanka           | 8:06,66   | Józef Ziubrak Olimpia Poznań          | 8:08,52   | Tomasz Kozłowski Oleśniczanka                                   | 8:09,01   |
| Bieg na 60 m przez płotki | Krystian Torka Piast Gliwice           | 8,02      | Krzysztof Płatek AZS Wrocław          | 8,12      | Wojciech Zawiła Wawel Kraków                                    | 8,13      |
| Chód na 10 000 m          | Zdzisław Szlapkin Olimpia Poznań       | 42:53,5   | Bohdan Bułakowski Skra Warszawa       | 42:55,0   | Eugeniusz Ryba Górnik Zabrze                                    | 43:48,2   |
| Skok wzwyż                | Janusz Trzepizur Chemik Kedzierzyn     | 2,30      | Dariusz Zielke AZS Gdańsk             | 2,21      | Dariusz Biczysko Lubtour Zielona Góra                           | 2,21      |
| Skok o tyczce             | Mariusz Klimczyk Zawisza Bydgoszcz     | 5,40      | Zbigniew Radzikowski Lechia Gdańsk    | 5,30      | Marian Kolasa Bałtyk Gdynia                                     | 5,20      |
| Skok w dal                | Zbigniew Matoga Górnik Zabrze          | 7,65      | Jerzy Żeligowski AZS Poznań           | 7,54      | Mariusz Szwed AZS Wrocław                                       | 7,45      |
| Trójskok                  | Stanisław Oporski Gwardia Warszawa     | 16,24     | Jerzy Kaduszkiewicz Hutnik Kraków     | 16,19     | Zdzisław Hoffmann Lubtour Zielona Góra                          | 16,10     |
| Pchnięcie kulą            | Edward Sarul Górnik Zabrze             | 19,41     | Mieczysław Kropelnicki Bałtyk Gdynia  | 19,14     | Helmut Krieger Chemik Kędzierzyn                                | 18,20     |
| Siedmiobój                | Dariusz Ludwig Bałtyk Gdynia           | 5892 pkt. | Wojciech Podsiadło AZS Warszawa       | 5648 pkt. | Adam Bagiński Gwardia Warszawa                                  | 5524 pkt. |

### Kobiety
| Konkurencja:              | 1. miejsce                           | Rezultat  | 2. miejsce                              | Rezultat  | 3. miejsce                           | Rezultat  |
| Bieg na 60 m              | Bernarda Ligęza Hutnik Kraków        | 7,55      | Iwona Pakuła Legia Warszawa             | 7,67      | Aleksandra Majewska MKS Gdańsk       | 7,70      |
| Bieg na 200 m             | Ewa Kasprzyk Olimpia Poznań          | 24,58     | Halina Szczepaniak Łódzki Klub Sportowy | 24,92     | Elżbieta Tomczak Olimpia Poznań      | 25,15     |
| Bieg na 400 m             | Elżbieta Kapusta Łysogóry Kielce     | 56,01     | Beata Niedzielska AZS Wrocław           | 56,10     | Anna Maniecka Wawel Kraków           | 57,97     |
| Bieg na 800 m             | Jolanta Januchta Gwardia Warszawa    | 2:03,68   | Wanda Stefańska Gwardia Warszawa        | 2:04,38   | Grażyna Kowina Kłos Olkusz           | 2:11,97   |
| Bieg na 3000 m            | Stanisława Fedyk Śląsk Wrocław       | 9:24,45   | Renata Kokowska Orzeł Wałcz             | 9:26,79   | Ewa Szydłowska Piast Gliwice         | 9:30,00   |
| Bieg na 60 m przez płotki | Lucyna Langer GKS Tychy              | 8,09      | Grażyna Rabsztyn Gwardia Warszawa       | 8,20      | Danuta Wołosz Gwardia Warszawa       | 8,33      |
| Chód na 3000 m            | Agnieszka Wyszyńska Górnik Wałbrzych | 14:42,3   | Katarzyna Figurowska MKS Gdańsk         | 15:11,4   | Lucyna Rokitowska AZS Katowice       | 15:30,2   |
| Skok wzwyż                | Elżbieta Krawczuk AZS Warszawa       | 1,87      | Urszula Kielan Gwardia Warszawa         | 1,85      | Małgorzata Guzowska Gwardia Warszawa | 1,85      |
| Skok w dal                | Małgorzata Guzowska Gwardia Warszawa | 6,25      | Anna Włodarczyk AZS Warszawa            | 6,12      | Barbara Baran Resovia                | 6,05      |
| Pchnięcie kulą            | Ludwika Chewińska Gwardia Warszawa   | 17,48     | Danuta Gwardecka Gwardia Warszawa       | 15,48     | Janina Kosiba Hutnik Kraków          | 14,48     |
| Pięciobój                 | Bogusława Klimaszewska Bałtyk Gdynia | 4000 pkt. | Elżbieta Więcek AZS Katowice            | 3951 pkt. | Lidia Bierka Gryf Słupsk             | 3936 pkt. |